# Petlacala
Petlacala är en ort i Mexiko.   Den ligger i kommunen San Andrés Tenejapan och delstaten Veracruz, i den sydöstra delen av landet, 230 km öster om huvudstaden Mexico City. Petlacala ligger 1 692 meter över havet och antalet invånare är 122.
Terrängen runt Petlacala är varierad. Runt Petlacala är det ganska tätbefolkat, med 166 invånare per kvadratkilometer. Närmaste större samhälle är Orizaba, 8,6 km norr om Petlacala. I omgivningarna runt Petlacala växer i huvudsak städsegrön lövskog.